# Edwin Hawkins
Pour les articles homonymes, voir Hawkins.
Edwin Reuben Hawkins (né le 19 août 1943 à Oakland dans l'état de Californie, aux États-Unis, et mort le 15 janvier 2018 à Pleasanton dans l'état de Californie) est un musicien, pianiste, chef de chœur, compositeur et arrangeur américain spécialisé dans le gospel. Il est connu notamment pour son arrangement de Oh Happy Day (1968-1969).

## Biographie

### Jeunesse et formation
Edwin Hawkins est le fils de Daniel et de Mamie Hawkins, une pianiste d'église. Son père, un docker, jouait de la guitare hawaïenne. Edwin et ses frères et sœurs chantent dans les églises locales en tant que groupe familial. Edwin commence à jouer sur des claviers (orgue et piano dès l'âge de 5 ans). À l'âge de 7 ans, il remplace sa mère au piano.

### Carrière musicale
En mai 1967, avec Betty Watson, il fonde le Northern California State Youth Choir of the Church of God in Christ, qui compte près de cinquante membres. Elle enregistre son premier album, Let Us Go into the House of the Lord, à l'église éphésienne de Dieu en Christ à Berkeley, en Californie.  Sa musique se distingue par l'ajout d'une touche de rhythm and blues. L'un des titres de l'album Oh Happy Day, un hymne du XVIIIe siècle arrangé par Hawkins, avec la voix de Dorothy Combs Morrison (en), est réenregistré en 1969 sous le format du single et constitue la première apparition des Edwin Hawkins Singers. Le succès de la chanson est inattendu pour un morceau de musique gospel. Le single se vend à un million d'exemplaires et pendant six semaines, le titre figure dans la liste du Billboard Hot 100 dont il atteint la quatrième position fin mai 1969. Durant l'été 1969, elle et sa formation se produisent au Harlem Cultural Festival.
Ce succès constitue une surprise car au départ, la vente de Let Us Go into the House of the Lord et de Oh Happy Day était destinée à permettre aux 46 chanteurs du Northern California State Youth Choir de financer leur frais de transport pour se rendre à un congrès de jeunes chrétiens. L'album avait été tiré à 500 exemplaires et distribué aux différentes stations de radio et c'est le DJ Abe Kesh (en) de la station KSAN-FM de San Francisco qui va faire connaître Oh Happy Day.

## Discographie
- 1968 : Let Us Go into the House of the Lord, label : Pavillon Records,
- 1972 : I'd Like to Teach the World to Sing, label : Buddah,
- 1973 : Live in Atlanta, label : Polygram,
- 1973 : New World, label : Buddah,
- 1974 : Live, label : Buddah,
- 1977 : Children (Get Together), label : Buddah,
- 1977 : Wonderful, label : Sounds of Gospel,
- 1982 : Imagine Heaven, label : Lection Records,
- 1982 : Live with the Oakland Symphony, label : Birthright Records,
- 1983 : Masschoir, label : Lection Records,
- 1985 : Angels Will Be Singing, label : Birthright Records,
- 1987 : Give Us Peace, label : Birthright Records,
- 1988 : That Name, label : Birthright Records,
- 1989 : Face to Face,  label : Lection Records,
- 1990 : Comforter, label : Sounds of Gospel,
- 1990 : Music & Arts Seminar Chicago Mass Choir, label : Lection Records,
- 1992 : Music & Arts Seminar Chicago Mass Choir, label : Fixit,
- 1992 : Seminar '91, label : Intersound,
- 1993 : If You Love Me, label : Intersound,
- 1994 : Christmas, label : BMG,
- 1994 : Edwin Hawkins Singers, label : Castle Music Ltd.,
- 1994 : Kings & Kingdoms, label : Intersound,
- 1995 : All Things Are Possible: Live in Toledo, label : Harmony,
- 1997 : Dallas Music & Arts Seminar Mass Choir, label : Harmony,
- 1997 : Edwin Hawkins with Oakland Symphony Orchestra, label : Dennis & Associates,
- 1998 : Tampa Music & Arts Seminar, label : Harmony,
- 1998 : Love Is the Only Way, label : World Class Gospel,
- 2000 :  Shine Your Light, label : Bellmark Records,
- 2000 : Church Time, label : World Class Gospel,
- 2004 : All the Angels, label : Tri records,
- 2008 : Testify, label : My Song.

## Prix et distinctions
- 1969 : lauréat du Grammy Award, catégorie « meilleure interprétation de gospel / soul » pour  Oh Happy Day[8],
- 1970 : lauréat du Grammy Award, catégorie « meilleure interprétation de gospel / soul » pour Every Man Wants To Be Free[8],
- 1977 : lauréat du Grammy Award, catégorie « meilleure interprétation de gospel / soul contemporain » pour Wonderful ![8],
- 1992 : lauréat du Grammy Award, catégorie « meilleur album de gospel interprété par un chœur » pour Edwin Hawkins Music & Arts Seminar Mass Choir - Recorded Live In Los Angeles[8],
- 2000 : inscription sur le Gospel Music Hall of Fame (en)[9].
- 2005 : l'interprétation de Oh, Happy Day par Edwin Hawkins avec les Edwin Hawkins Singers est inscrite au Registre national des enregistrements/National Recording Registry géré par la Bibliothèque du Congrès[10].